# Llista de monuments dels Ports
Llista de monuments dels Ports inscrits en l'Inventari General del Patrimoni Cultural Valencià per la comarca dels Ports.
S'inclouen els monuments declarats com a Béns d'Interés Cultural (BIC), classificats com a béns immobles sota la categoria de monuments (realitzacions arquitectòniques o d'enginyeria, i obres d'escultura colossal), i els monuments declarats com a Béns immobles de rellevància local (BRL). Estan inscrits en l'Inventari General del Patrimoni Cultural Valencià, en les seccions 1a i 2a respectivament.

## Castellfort
| Monument                            | Prot.? | Estil/època                      | Localització                                             | Coordenades                                          | Codi?         | Imatge |
| ----------------------------------- | ------ | -------------------------------- | -------------------------------------------------------- | ---------------------------------------------------- | ------------- | --- |
| Ermita de la Mare de Déu de la Font | BIC    | Renaixement S.XVI al S.XVII      | Castellfort Ctra. Castellfort-Ares, a 5 km. del municipi | 40° 28′ 36″ N, 0° 10′ 22″ O / 40.476622°N,0.172853°O | RI-51-0012159 | Ermita de la Mare de Déu de la Font (Castellfort) · Vegeu més fotos d'aquest monument · Carregueu una nova foto d'aquest monument |
| Ermita de Sant Pere                 | BIC    | Romànic - Gòtic S.XIII al S.XVII | Castellfort Al sud-est de la població                    | 40° 29′ 52″ N, 0° 10′ 23″ O / 40.497778°N,0.173056°O | RI-51-0012160 | Ermita de Sant Pere (Castellfort) · Vegeu més fotos d'aquest monument · Carregueu una nova foto d'aquest monument                 |
| Ermita de Santa Llúcia              | BRL    | S.XIV; S.XV                      | Castellfort Antic camí a Vilafranca, a 5 km              | 40° 28′ 27″ N, 0° 12′ 44″ O / 40.474114°N,0.212173°O | 12.01.038-006 | Carregueu una nova foto d'aquest monument                                                                                         |
| Església parroquial de l'Assumpció  | BRL    | S.XVIII                          | Castellfort Pl. Major                                    | 40° 30′ 09″ N, 0° 11′ 29″ O / 40.502485°N,0.191520°O | 12.01.038-001 | Església parroquial de l'Assumpció (Castellfort) · Vegeu més fotos d'aquest monument · Carregueu una nova foto d'aquest monument  |

## Cinctorres
| Monument                                                             | Prot.? | Estil/època                | Localització                                       | Coordenades                                            | Codi?         | Imatge |
| -------------------------------------------------------------------- | ------ | -------------------------- | -------------------------------------------------- | ------------------------------------------------------ | ------------- | --- |
| Torre dels Moros                                                     | BIC    | Arquitectura medieval      | Cinctorres Partida de les Torretes                 | 40° 35′ 41″ N, 0° 12′ 35″ O / 40.594628°N,0.209685°O   | RI-51-0010165 | Torre dels Moros (Cinctorres) · Vegeu més fotos d'aquest monument · Carregueu una nova foto d'aquest monument                         |
| Ermita de la Mare de Déu de Gràcia                                   | BRL    | Historicista S.XIX final   | Cinctorres Al nord-oest de la població, a uns 2 km | 40° 35′ 33″ N, 0° 13′ 39″ O / 40.592546°N,0.227602°O   | 12.01.045-007 | Carregueu una nova foto d'aquest monument                                                                                             |
| Ermita del Pilar                                                     | BRL    | S.XVIII                    | Cinctorres                                         | 40° 34′ 35″ N, 0° 13′ 29″ O / 40.576510°N,0.224833°O   | 12.01.045-010 | Carregueu una nova foto d'aquest monument                                                                                             |
| Ermita de Sant Lluís Bertran                                         | BRL    | S.XVII                     | Cinctorres C. Sant Lluís                           | 40° 35′ 00″ N, 0° 13′ 00″ O / 40.583412°N,0.216680°O   | 12.01.045-011 | Ermita de Sant Lluís Bertran (Cinctorres) · Vegeu més fotos d'aquest monument · Carregueu una nova foto d'aquest monument             |
| Ermita de Sant Marc                                                  | BRL    | S.XVI                      | Cinctorres Partida dels Tossalets                  | 40° 34′ 40″ N, 0° 13′ 02″ O / 40.577676°N,0.217291°O   | 12.01.045-004 | Carregueu una nova foto d'aquest monument                                                                                             |
| Ermita de Sant Pere                                                  | BRL    | S.XVI                      | Cinctorres Partida de Sant Pere                    | 40° 34′ 15″ N, 0° 12′ 15″ O / 40.57085°N,0.204298°O    | 12.01.045-012 | Carregueu una nova foto d'aquest monument                                                                                             |
| Ermita del Calvari                                                   | BRL    | S.XIX                      | Cinctorres La Lloma                                | 40° 35′ 05″ N, 0° 13′ 07″ O / 40.584838°N,0.218600°O   | 12.01.045-009 | Carregueu una nova foto d'aquest monument                                                                                             |
| Església parroquial de Sant Pere Apòstol                             | BRL    | Barroc S.XVIII (1763-1782) | Cinctorres C. Abadia, 2                            | 40° 34′ 57″ N, 0° 12′ 53″ O / 40.582442°N,0.214802°O   | 12.01.045-006 | Església parroquial de Sant Pere Apòstol (Cinctorres) · Vegeu més fotos d'aquest monument · Carregueu una nova foto d'aquest monument |
| Retaule Ceràmic de la Mare de Déu de Gràcia                          | BRL    | S.XIX                      | Cinctorres C. Mare de Déu de Gràcia, 37            | 40° 34′ 58″ N, 0° 13′ 00″ O / 40.582813°N,0.216617°O   | Codi 10       | Carregueu una nova foto d'aquest monument                                                                                             |
| Retaule Ceràmic de la Mare de Déu del Carme                          | BRL    | S.XIX                      | Cinctorres C. Sant Cristòfol, 9                    | 40° 34′ 59″ N, 0° 12′ 58″ O / 40.583181°N,0.216223°O   | Codi 11       | Carregueu una nova foto d'aquest monument                                                                                             |
| Retaule Ceràmic de la Mare de Déu del Pilar                          | BRL    | S.XIX                      | Cinctorres C. Mare de Déu de Gràcia, 47            | 40° 34′ 59″ N, 0° 13′ 00″ O / 40.5829809°N,0.2165892°O | Codi 12       | Carregueu una nova foto d'aquest monument                                                                                             |
| Retaule Ceràmic de la Mare de la Puríssima                           | BRL    | S.XVIII                    | Cinctorres                                         | 40° 34′ 58″ N, 0° 12′ 51″ O / 40.5826703°N,0.2140883°O | Codi 1        | Carregueu una nova foto d'aquest monument                                                                                             |
| Retaule Ceràmic de la Sagrada Família                                | BRL    | S.XIX                      | Cinctorres C. Mare de Déu de Gràcia, 23            | 40° 34′ 57″ N, 0° 12′ 59″ O / 40.5823878°N,0.2162723°O | Codi 3        | Carregueu una nova foto d'aquest monument                                                                                             |
| Retaule Ceràmic de la Sagrada Família i de la Mare de Déu del Rosari | BRL    | S.XVIII i XIX              | Cinctorres C. de les Parres, 18                    | 40° 34′ 57″ N, 0° 13′ 00″ O / 40.582384°N,0.216776°O   | Codi 2        | Carregueu una nova foto d'aquest monument                                                                                             |
| Retaule Ceràmic de Sant Cristòfol                                    | BRL    | S.XIX                      | Cinctorres C. Plaça, 20                            | 40° 34′ 54″ N, 0° 12′ 59″ O / 40.581532°N,0.2164488°O  | Codi 4        | Carregueu una nova foto d'aquest monument                                                                                             |
| Retaule Ceràmic de Sant Josep                                        | BRL    | S.XIX                      | Cinctorres C. Plaça, 2-4                           | 40° 34′ 55″ N, 0° 12′ 58″ O / 40.5818503°N,0.2160577°O | Codi 6        | Carregueu una nova foto d'aquest monument                                                                                             |
| Retaule Ceràmic de Sant Miquel                                       | BRL    | S.XIX                      | Cinctorres C. Sant LLuís, 2                        | 40° 34′ 59″ N, 0° 12′ 58″ O / 40.583142°N,0.2159946°O  | Codi 7        | Carregueu una nova foto d'aquest monument                                                                                             |
| Retaule Ceràmic de Sant Roc                                          | BRL    | S.XIX                      | Cinctorres C. Sant Roc, 12                         | 40° 34′ 58″ N, 0° 13′ 00″ O / 40.582813°N,0.216617°O   | Codi 8        | Carregueu una nova foto d'aquest monument                                                                                             |
| Retaule Ceràmic de Sant Vicent Ferrer                                | BRL    | S.XIX                      | Cinctorres C. Sant Roc, 23                         | 40° 34′ 57″ N, 0° 12′ 59″ O / 40.582584°N,0.216496°O   | Codi 9        | Carregueu una nova foto d'aquest monument                                                                                             |

## Forcall
| Monument                                                  | Prot.? | Estil/època                       | Localització                                                            | Coordenades                                          | Codi?         | Imatge |
| --------------------------------------------------------- | ------ | --------------------------------- | ----------------------------------------------------------------------- | ---------------------------------------------------- | ------------- | --- |
| Ajuntament, o Casa de les Escaletes                       | BIC    | Gòtic - Renaixement S. XIV; S.XVI | Forcall Pl. Major, 6                                                    | 40° 38′ 46″ N, 0° 11′ 58″ O / 40.646111°N,0.199306°O | RI-51-0012168 | Ajuntament (Forcall) · Vegeu més fotos d'aquest monument · Carregueu una nova foto d'aquest monument                               |
| Escut heràldic de la Torre-Palau de Blay Berga de Forcall | BIC    | S.XVI (1540)                      | Forcall Marge dret del riu Morella, en el punt d'unió amb el Cantavieja | 40° 39′ 03″ N, 0° 11′ 25″ O / 40.650733°N,0.190297°O | 12.01.061-017 | Carregueu una nova foto d'aquest monument                                                                                          |
| Mas Torre Amela                                           | BIC    |                                   | Forcall                                                                 | 40° 40′ 02″ N, 0° 10′ 46″ O / 40.667325°N,0.179564°O | 12.01.061-014 | Carregueu una nova foto d'aquest monument                                                                                          |
| Fàbrica de Palos o Palau dels Berga                       | BIC    | Gòtic segle XVI                   | Forcall Marge dret del riu Morella, en el punt d'unió amb el Cantavieja | 40° 39′ 03″ N, 0° 11′ 25″ O / 40.650733°N,0.190297°O | 12.01.061-005 | Carregueu una nova foto d'aquest monument                                                                                          |
| Escut heràldic del Palau dels Osset-Miró                  | BIC    | S.XVI                             | Forcall C. de los Dolores                                               | 40° 38′ 44″ N, 0° 11′ 58″ O / 40.64556°N,0.19953°O   | 12.01.061-016 | Escut heràldic del Palau dels Osset-Miró (Forcall) · Vegeu més fotos d'aquest monument · Carregueu una nova foto d'aquest monument |
| Ciutat emmurallada iberoromana Moleta dels Frares         | BIC    |                                   | Forcall Moleta dels Frares                                              | 40° 39′ 31″ N, 0° 13′ 44″ O / 40.658701°N,0.228934°O | RI-51-0010180 | Carregueu una nova foto d'aquest monument                                                                                          |
| Torre de Dionís                                           | BIC    |                                   | Forcall Ctra. de Forcall a Sorita, desviament a Villores                | 40° 39′ 46″ N, 0° 11′ 16″ O / 40.662916°N,0.187766°O | 12.01.061-011 | Carregueu una nova foto d'aquest monument                                                                                          |
| Torre de Selló                                            | BIC    |                                   | Forcall A mig camí entre Forcall i la Menadella                         | 40° 40′ 15″ N, 0° 14′ 15″ O / 40.670884°N,0.237513°O | 12.01.061-012 | Carregueu una nova foto d'aquest monument                                                                                          |
| Torre de Folch                                            | BIC    |                                   | Forcall Prop del poble de Villores                                      | 40° 40′ 14″ N, 0° 12′ 24″ O / 40.670594°N,0.206768°O | 12.01.061-013 | Carregueu una nova foto d'aquest monument                                                                                          |
| Torre Molí o Mas de la Torreta                            | BIC    |                                   | Forcall                                                                 | 40° 39′ 49″ N, 0° 11′ 41″ O / 40.663567°N,0.194825°O | 12.01.061-015 | Carregueu una nova foto d'aquest monument                                                                                          |
| Tossal de la Menadella                                    | BIC    |                                   | Forcall                                                                 | 40° 41′ 18″ N, 0° 15′ 05″ O / 40.688269°N,0.251494°O | 12.01.061-018 | Carregueu una nova foto d'aquest monument                                                                                          |

## Herbers
| Monument                                     | Prot.? | Estil/època                  | Localització                          | Coordenades                                          | Codi?         | Imatge |
| -------------------------------------------- | ------ | ---------------------------- | ------------------------------------- | ---------------------------------------------------- | ------------- | --- |
| Castell-palau el Castell, o Castell del Baró | BIC    | Arquitectura medieval S.XV   | Herbers Part alta del nucli urbà      | 40° 43′ 18″ N, 0° 00′ 18″ O / 40.7216°N,0.005031°O   | 12.01.068-002 | Castell-palau el Castell (Herbers) · Vegeu més fotos d'aquest monument · Carregueu una nova foto d'aquest monument |
| Ermita de la Mare de Déu del Sargar          | BRL    | Gòtic, barroc S.XVI; S.XVIII | Herbers A 3 km a l'est de la població | 40° 42′ 47″ N, 0° 01′ 02″ E / 40.712994°N,0.017197°E | 12.01.068-001 | Ermita de la Mare de Déu del Sargar (Herbers) · Carregueu una nova foto d'aquest monument                          |
| Església parroquial de Sant Bartomeu         | BRL    | Gòtic S.XVI; S.XIX           | Herbers Pl. de l'Església             | 40° 43′ 16″ N, 0° 00′ 15″ O / 40.72125°N,0.00406°O   | 12.01.068-003 | Església parroquial de Sant Bartomeu (Herbers) · Carregueu una nova foto d'aquest monument                         |

## La Mata
| Monument                                          | Prot.?        | Estil/època                               | Localització                                      | Coordenades                                          | Codi?         | Imatge |
| ------------------------------------------------- | ------------- | ----------------------------------------- | ------------------------------------------------- | ---------------------------------------------------- | ------------- | --- |
| Torre Guillem                                     | BIC           |                                           | La Mata Molí de la Punta                          | 40° 36′ 49″ N, 0° 17′ 33″ O / 40.613652°N,0.292399°O | 12.01.075-012 | Torre Guillem (la Mata) · Vegeu més fotos d'aquest monument · Carregueu una nova foto d'aquest monument                                     |
| Ermita de Sant Antoni                             | BRL           |                                           | La Mata                                           | 40° 37′ 12″ N, 0° 16′ 00″ O / 40.620019°N,0.266678°O | 12.01.075-006 | Ermita de Sant Antoni (la Mata) · Vegeu més fotos d'aquest monument · Carregueu una nova foto d'aquest monument                             |
| Ermita de Sant Gil                                | BRL           | S.XVIII                                   | La Mata A 1 km de la població, ctra. Forcall      | 40° 37′ 03″ N, 0° 16′ 31″ O / 40.6175°N,0.275278°O   | 12.01.075-007 | Ermita de Sant Gil (la Mata) · Vegeu més fotos d'aquest monument · Carregueu una nova foto d'aquest monument                                |
| Ermita de Santa Bàrbara                           | BRL           | S.XVI                                     | La Mata A 2 km de la població, camí de Cinctorres | 40° 37′ 07″ N, 0° 16′ 00″ O / 40.618611°N,0.266667°O | 12.01.075-005 | Ermita de Santa Bàrbara (la Mata) · Vegeu més fotos d'aquest monument · Carregueu una nova foto d'aquest monument                           |
| Església parroquial de la Mare de Déu de les Neus | BRL           | Neoclassicisme S.XVI (1516); S.XIX (1864) | La Mata Pl. de l'Església                         | 40° 36′ 59″ N, 0° 16′ 49″ O / 40.616389°N,0.280278°O | 12.01.075-001 | Església parroquial de la Mare de Déu de les Neus (la Mata) · Vegeu més fotos d'aquest monument · Carregueu una nova foto d'aquest monument |
| Calvari                                           | BRL etnològic |                                           | La Mata Camí del Calvari                          | 40° 37′ 03″ N, 0° 16′ 52″ O / 40.61761°N,0.28122°O   | 12.01.075-010 | Calvari (la Mata) · Vegeu més fotos d'aquest monument · Carregueu una nova foto d'aquest monument                                           |

## Morella
| Monument                                                    | Prot.? | Estil/època                                                   | Localització                                        | Coordenades                                          | Codi?         | Imatge |
| ----------------------------------------------------------- | ------ | ------------------------------------------------------------- | --------------------------------------------------- | ---------------------------------------------------- | ------------- | --- |
| Castell i murades                                           | BIC    | Arquitectura islàmica - Arquitectura medieval S.XIII al S.XIX | Morella Turó rocós en la part superior de la ciutat | 40° 37′ 11″ N, 0° 06′ 06″ O / 40.619686°N,0.101742°O | RI-51-0000508 | Castell i murades (Morella) · Vegeu més fotos d'aquest monument · Carregueu una nova foto d'aquest monument                                             |
| Església arxiprestal de Santa Maria                         | BIC    | Gòtic - Renaixement S.XIII - S.XIV - S.XV - S.XVI             | Morella Pl. Benet XV                                | 40° 37′ 08″ N, 0° 06′ 01″ O / 40.618944°N,0.100222°O | RI-51-0000507 | Església arxiprestal de Santa Maria (Morella) · Vegeu més fotos d'aquest monument · Carregueu una nova foto d'aquest monument                           |
| Aqüeducte de Morella o Séquia Reial                         | BIC    | Gòtic S.XIV; S.XVIII                                          | Morella                                             | 40° 37′ 30″ N, 0° 05′ 58″ O / 40.625°N,0.099444°O    | RI-51-0011412 | Aqüeducte de Morella · Vegeu més fotos d'aquest monument · Carregueu una nova foto d'aquest monument                                                    |
| Casa fortificada dels Brusca i Creixells                    | BIC    |                                                               | Morella Junt a l'ermita de Sant Pere Màrtir de Moll | 40° 35′ 03″ N, 0° 04′ 27″ O / 40.58417°N,0.07425°O   | 12.01.080-024 | Casa fortificada dels Brusca i Creixells (Morella) · Vegeu més fotos d'aquest monument · Carregueu una nova foto d'aquest monument                      |
| Torre Grossa                                                | BIC    |                                                               | Morella Camí a Cinctorres                           | 40° 36′ 34″ N, 0° 07′ 33″ O / 40.6094°N,0.1258°O     | 12.01.080-034 | Carregueu una nova foto d'aquest monument |
| Torre Madó                                                  | BIC    |                                                               | Morella                                             | 40° 38′ 57″ N, 0° 02′ 14″ O / 40.649095°N,0.03723°O  | 12.01.080-035 | Carregueu una nova foto d'aquest monument |
| Ciutat de Morella                                           | BIC    |                                                               | Morella C. Blasco de Alagón i voltants intramurs    | 40° 37′ 09″ N, 0° 06′ 02″ O / 40.619167°N,0.100556°O | RI-53-0000067 | Ciutat de Morella · Vegeu més fotos d'aquest monument · Carregueu una nova foto d'aquest monument                                                       |
| Ermita de la Llàcua                                         | BRL    |                                                               | Morella                                             | 40° 30′ 05″ N, 0° 03′ 20″ O / 40.501294°N,0.055519°O | 12.01.080-015 | Carregueu una nova foto d'aquest monument |
| Ermita de la Puríssima Concepció o de la Puritat            | BRL    |                                                               | Morella                                             | 40° 37′ 02″ N, 0° 06′ 22″ O / 40.617111°N,0.106115°O | 12.01.080-013 | Carregueu una nova foto d'aquest monument |
| Ermita de la Salvassòria                                    | BRL    |                                                               | Morella                                             | 40° 30′ 45″ N, 0° 01′ 47″ O / 40.512425°N,0.029684°O | 12.01.080-006 | Carregueu una nova foto d'aquest monument |
| Ermita dels Dolors                                          | BRL    | S.XIX                                                         | Morella Pl. de l'Ermita, 63, Hortells               | 40° 41′ 35″ N, 0° 10′ 36″ O / 40.693091°N,0.176609°O | 12.01.080-033 | Ermita dels Dolors (Morella) · Vegeu més fotos d'aquest monument · Carregueu una nova foto d'aquest monument                                            |
| Ermita de Sant Antoni                                       | BRL    |                                                               | Morella                                             | 40° 39′ 00″ N, 0° 08′ 46″ O / 40.649927°N,0.146005°O | 12.01.080-011 | Carregueu una nova foto d'aquest monument |
| Ermita de Sant Josep                                        | BRL    |                                                               | Morella                                             | 40° 43′ 25″ N, 0° 04′ 56″ O / 40.723657°N,0.08211°O  | 12.01.080-021 | Carregueu una nova foto d'aquest monument |
| Ermita de Sant Marc                                         | BRL    |                                                               | Morella                                             | 40° 42′ 29″ N, 0° 04′ 55″ O / 40.708114°N,0.081971°O | 12.01.080-023 | Carregueu una nova foto d'aquest monument |
| Ermita de Sant Pere Màrtir                                  | BRL    |                                                               | Morella Els Llivis                                  | 40° 33′ 49″ N, 0° 06′ 52″ O / 40.563611°N,0.114444°O | 12.01.080-012 | Carregueu una nova foto d'aquest monument |
| Ermita de Sant Pere del Moll                                | BRL    |                                                               | Morella                                             | 40° 37′ 08″ N, 0° 06′ 00″ O / 40.618889°N,0.1°O      | 12.01.080-022 | Carregueu una nova foto d'aquest monument |
| Ermita de Santa Llúcia                                      | BRL    | Arquitectura medieval, barroc                                 | Morella Junt a l'aqüeducte                          | 40° 37′ 29″ N, 0° 06′ 00″ O / 40.624816°N,0.099985°O | 12.01.080-016 | Ermita de Santa Llúcia (Morella) · Vegeu més fotos d'aquest monument · Carregueu una nova foto d'aquest monument                                        |
| Ermita de Sant Tomàs                                        | BRL    |                                                               | Morella Paratge Molino Royo                         | 40° 36′ 55″ N, 0° 07′ 38″ O / 40.61533°N,0.12733°O   | 12.01.080-017 | Carregueu una nova foto d'aquest monument |
| Ermita del Roser                                            | BRL    |                                                               | Morella Xiva de Morella                             | 40° 39′ 30″ N, 0° 07′ 29″ O / 40.658417°N,0.124757°O | 12.01.080-037 | Ermita del Roser (Morella) · Vegeu més fotos d'aquest monument · Carregueu una nova foto d'aquest monument                                              |
| Església de Sant Miquel, actual Centre de Salut             | BRL    |                                                               | Morella                                             | 40° 37′ 17″ N, 0° 05′ 58″ O / 40.621457°N,0.099419°O | 12.01.080-008 | Església de Sant Miquel (Morella) · Vegeu més fotos d'aquest monument · Carregueu una nova foto d'aquest monument                                       |
| Església de Sant Nicolau o ermita, actual Museu del Sexenni | BRL    |                                                               | Morella                                             | 40° 37′ 05″ N, 0° 06′ 02″ O / 40.618020°N,0.100519°O | 12.01.080-019 | Carregueu una nova foto d'aquest monument |
| Església parroquial de la Mare de Déu de les Neus           | BRL    |                                                               | Morella La Pobla d'Alcolea                          | 40° 43′ 36″ N, 0° 04′ 54″ O / 40.726667°N,0.081667°O | 12.01.080-020 | Església parroquial de la Mare de Déu de les Neus (Morella) · Vegeu més fotos d'aquest monument · Carregueu una nova foto d'aquest monument             |
| Església de Sant Blai i Santa Magdalena d'Hortells          | BRL    |                                                               | Morella Hortells                                    | 40° 41′ 28″ N, 0° 10′ 32″ O / 40.691216°N,0.175618°O | 12.01.080-025 | Església parroquial de Sant Blai i Santa Magdalena d'Hortells (Morella) · Vegeu més fotos d'aquest monument · Carregueu una nova foto d'aquest monument |
| Església parroquial de Sant Joan Baptista                   | BRL    |                                                               | Morella Pl. de Sant Joan                            | 40° 37′ 05″ N, 0° 05′ 58″ O / 40.618056°N,0.099444°O | 12.01.080-018 | Església parroquial de Sant Joan Baptista (Morella) · Vegeu més fotos d'aquest monument · Carregueu una nova foto d'aquest monument                     |
| Església parroquial de Sant Miquel d'Herbeset               | BRL    |                                                               | Morella Herbeset                                    | 40° 39′ 46″ N, 0° 01′ 11″ O / 40.662778°N,0.019722°O | 12.01.080-010 | Església parroquial de Sant Miquel d'Herbeset (Morella) · Vegeu més fotos d'aquest monument · Carregueu una nova foto d'aquest monument                 |
| Santuari de la Mare de Déu de Vallivana                     | BRL    |                                                               | Morella                                             | 40° 32′ 23″ N, 0° 03′ 13″ E / 40.539816°N,0.053647°E | 12.01.080-014 | Santuari de la Mare de Déu de Vallivana (Morella) · Vegeu més fotos d'aquest monument · Carregueu una nova foto d'aquest monument                       |

## Olocau del Rei
| Monument                                         | Prot.? | Estil/època                                 | Localització                                                         | Coordenades                                          | Codi?         | Imatge |
| ------------------------------------------------ | ------ | ------------------------------------------- | -------------------------------------------------------------------- | ---------------------------------------------------- | ------------- | --- |
| Castell d'Olcaf                                  | BIC    | Arquitectura medieval S.XI                  | Olocau del Rei Mola al nord de la població                           | 40° 38′ 28″ N, 0° 20′ 38″ O / 40.641163°N,0.343983°O | RI-51-0011001 | Castell d'Olcaf (Olocau del Rei) · Vegeu més fotos d'aquest monument · Carregueu una nova foto d'aquest monument                                  |
| Torre d'Olocau del Rei                           | BIC    |                                             | Olocau del Rei Prop de la CV-122                                     | 40° 38′ 07″ N, 0° 20′ 30″ O / 40.63539°N,0.34167°O   | 12.01.083-010 | Carregueu una nova foto d'aquest monument |
| Ermita de la Magdalena                           | BRL    | Arquitectura medieval S.XIV                 | Olocau del Rei A l'oest del municipi, junt al camí de Castellonet    | 40° 38′ 21″ N, 0° 19′ 52″ O / 40.639090°N,0.331093°O | 12.01.083-007 | Ermita de la Magdalena (Olocau del Rei) · Vegeu més fotos d'aquest monument · Carregueu una nova foto d'aquest monument                           |
| Ermita de Sant Blai                              | BRL    | S.XV-XVIII                                  | Olocau del Rei Junt a l'antic cementiri                              | 40° 38′ 14″ N, 0° 20′ 26″ O / 40.637267°N,0.340451°O | 12.01.083-005 | Ermita de Sant Blai (Olocau del Rei) · Vegeu més fotos d'aquest monument · Carregueu una nova foto d'aquest monument                              |
| Ermita de Sant Roc                               | BRL    | S.XIX                                       | Olocau del Rei                                                       | 40° 38′ 17″ N, 0° 20′ 27″ O / 40.637990°N,0.340748°O | 12.01.083-011 | Ermita de Sant Roc (Olocau del Rei) · Vegeu més fotos d'aquest monument · Carregueu una nova foto d'aquest monument                               |
| Ermita de la Mare de Déu de la Taronja           | BRL    | S.XIII                                      | Olocau del Rei Turó a l'oest del municipi                            | 40° 37′ 27″ N, 0° 20′ 30″ O / 40.62428°N,0.34167°O   | 12.01.083-009 | Carregueu una nova foto d'aquest monument |
| Ermitori de Sant Marc, o Santuari de Sant Marc   | BRL    | Arquitectura medieval, barroc S.XV; S.XVIII | Olocau del Rei Límit del terme en l'accés des de la Mata i Mirambell | 40° 36′ 37″ N, 0° 19′ 54″ O / 40.610393°N,0.331783°O | 12.01.083-003 | Ermitori de Sant Marc (Olocau del Rei) · Vegeu més fotos d'aquest monument · Carregueu una nova foto d'aquest monument                            |
| Església parroquial de la Mare de Déu del Pópulo | BRL    | Renaixement S.XIV; S.XV; S.XVIII            | Olocau del Rei Pl. de l'Església                                     | 40° 38′ 17″ N, 0° 20′ 23″ O / 40.638056°N,0.339840°O | 12.01.083-008 | Església parroquial de la Mare de Déu del Pópulo (Olocau del Rei) · Vegeu més fotos d'aquest monument · Carregueu una nova foto d'aquest monument |

## Palanques
| Monument                           | Prot.? | Estil/època         | Localització                | Coordenades                                          | Codi?         | Imatge |
| ---------------------------------- | ------ | ------------------- | --------------------------- | ---------------------------------------------------- | ------------- | --- |
| Església parroquial de l'Assumpció | BRL    | Barroc S.XIII-XVIII | Palanques Pl. de l'Església | 40° 43′ 03″ N, 0° 10′ 45″ O / 40.717561°N,0.179230°O | 12.01.087-001 | Església parroquial de l'Assumpció (Palanques) · Vegeu més fotos d'aquest monument · Carregueu una nova foto d'aquest monument |

## Portell de Morella
| Monument                                                  | Prot.? | Estil/època                                           | Localització                                           | Coordenades                                          | Codi?         | Imatge |
| --------------------------------------------------------- | ------ | ----------------------------------------------------- | ------------------------------------------------------ | ---------------------------------------------------- | ------------- | --- |
| Castell de Portell de Morella                             | BIC    | Arquitectura medieval                                 | Portell de Morella Carrers de l'Església i del Calvari | 40° 31′ 57″ N, 0° 15′ 45″ O / 40.532366°N,0.262632°O | RI-51-0011037 | Castell de Portell de Morella · Vegeu més fotos d'aquest monument · Carregueu una nova foto d'aquest monument                           |
| Ermita de la Mare de Déu de la Font de Portell de Morella | BRL    | Renaixement S.XVI-XVII                                | Portell de Morella C. Major                            | 40° 31′ 54″ N, 0° 15′ 45″ O / 40.531667°N,0.262500°O | 12.01.091-007 | Carregueu una nova foto d'aquest monument                                                                                               |
| Ermita de Sant Marc                                       | BRL    | S.XV                                                  | Portell de Morella Les Albaredes                       | 40° 32′ 00″ N, 0° 17′ 44″ O / 40.533333°N,0.295556°O | 12.01.091-004 | Carregueu una nova foto d'aquest monument                                                                                               |
| Església parroquial de l'Assumpció                        | BRL    | Barroc S.XVIII (1742-1750) portada; restes s.XV, s.VI | Portell de Morella Pl. de l'Església                   | 40° 31′ 56″ N, 0° 15′ 42″ O / 40.532311°N,0.261752°O | 12.01.091-005 | Església parroquial de l'Assumpció (Portell de Morella) · Vegeu més fotos d'aquest monument · Carregueu una nova foto d'aquest monument |

## Sorita
| Monument                               | Prot.? | Estil/època                        | Localització                | Coordenades                                          | Codi?         | Imatge |
| -------------------------------------- | ------ | ---------------------------------- | --------------------------- | ---------------------------------------------------- | ------------- | --- |
| Santuari de la Mare de Déu de la Balma | BIC    | Renaixement S.XVI; S.XVII; S.XVIII | Sorita Ctra. Aiguaviva      | 40° 44′ 43″ N, 0° 10′ 36″ O / 40.745139°N,0.176722°O | RI-51-0012192 | Santuari de la Mare de Déu de la Balma (Sorita) · Vegeu més fotos d'aquest monument · Carregueu una nova foto d'aquest monument |
| Castell-palau dels Peralta             | BIC    | Renaixement S.XVI                  | Sorita C. Alt, 24-30        | 40° 43′ 44″ N, 0° 09′ 59″ O / 40.728938°N,0.166305°O | 12.01.141-003 | Castell-palau dels Peralta (Sorita) · Vegeu més fotos d'aquest monument · Carregueu una nova foto d'aquest monument             |
| Nucli històric tradicional             | BRL    |                                    | Sorita                      | 40° 43′ 44″ N, 0° 10′ 00″ O / 40.7289°N,0.1667°O     | 12.01.141-001 | Nucli històric tradicional (Sorita) · Carregueu una nova foto d'aquest monument                                                 |
| Ermita de Sant Marc                    | BRL    |                                    | Sorita Partida de Sant Marc | 40° 43′ 53″ N, 0° 07′ 16″ O / 40.731454°N,0.120978°O | 12.01.141-004 | Carregueu una nova foto d'aquest monument                                                                                       |
| Església parroquial de l'Assumpció     | BRL    |                                    | Sorita Pl. de l'Església    | 40° 43′ 43″ N, 0° 09′ 57″ O / 40.728535°N,0.165718°O | 12.01.141-005 | Església parroquial de l'Assumpció (Sorita) · Vegeu més fotos d'aquest monument · Carregueu una nova foto d'aquest monument     |

## La Todolella
| Monument | Prot.? | Estil/època           | Localització                          | Coordenades                                        | Codi?         | Imatge                                                                                                 |
| -------- | ------ | --------------------- | ------------------------------------- | -------------------------------------------------- | ------------- | --- |
| Castell  | BIC    | Arquitectura medieval | La Todolella Mola propera al municipi | 40° 38′ 51″ N, 0° 14′ 45″ O / 40.6475°N,0.245972°O | RI-51-0009340 | Castell (la Todolella) · Vegeu més fotos d'aquest monument · Carregueu una nova foto d'aquest monument |

## Vallibona
| Monument                                    | Prot.? | Estil/època                         | Localització                                      | Coordenades                                          | Codi?         | Imatge |
| ------------------------------------------- | ------ | ----------------------------------- | ------------------------------------------------- | ---------------------------------------------------- | ------------- | --- |
| Església parroquial de l'Assumpció de Maria | BIC    | Gòtic - Barroc S.XIII;S.XVI;S.XVIII | Vallibona Passatge del Mossén Vicent Jovaní i Mas | 40° 36′ 11″ N, 0° 02′ 48″ E / 40.603028°N,0.046750°E | RI-51-0011171 | Església parroquial de l'Assumpció de Maria (Vallibona) · Vegeu més fotos d'aquest monument · Carregueu una nova foto d'aquest monument |
| Ermita de Santa Àgueda                      | BRL    |                                     | Vallibona                                         | 40° 34′ 54″ N, 0° 01′ 28″ E / 40.581628°N,0.024376°E | 12.01.127-004 | Carregueu una nova foto d'aquest monument                                                                                               |
| Ermitatge de Sant Domènec                   | BRL    |                                     | Vallibona                                         | 40° 36′ 38″ N, 0° 07′ 06″ E / 40.610487°N,0.118403°E | 12.01.127-003 | Ermitatge de Sant Domènec (Vallibona) · Vegeu més fotos d'aquest monument · Carregueu una nova foto d'aquest monument                   |

## Villores
| Monument                             | Prot.? | Estil/època                                     | Localització              | Coordenades                                          | Codi?         | Imatge |
| ------------------------------------ | ------ | ----------------------------------------------- | ------------------------- | ---------------------------------------------------- | ------------- | --- |
| Castell de Villores                  | BIC    |                                                 | Villores En el nucli urbà | 40° 40′ 36″ N, 0° 12′ 04″ O / 40.676555°N,0.201129°O | 12.01.137-002 | Carregueu una nova foto d'aquest monument                                                                                       |
| Església parroquial dels Sants Joans | BRL    | Historicista, neobarroc o estil francés S.XVIII | Villores Pl. de la Vila   | 40° 40′ 35″ N, 0° 12′ 02″ O / 40.676391°N,0.200479°O | 12.01.137-001 | Església parroquial dels Sants Joans (Villores) · Vegeu més fotos d'aquest monument · Carregueu una nova foto d'aquest monument |